# مدال افتخار (مجموعه تلویزیونی)
مدال افتخار (انگلیسی: Medal of Honor) یک مجموعه آنتولوژی مستند آمریکایی برپایه اتفاق‌های جنگی واقعی و فداکاری‌های شخصی است که در نهایت منجر به دریافت مدال افتخار می‌شود. این مجموعه جوایز مدال افتخار را مورد تأکید قرار می‌دهد که هم به کسانی زنده هستند داده می‌شود و هم پس از مرگ به دریافت‌کنندگان اهدا می‌شود. هر قسمت داستان یک شخص را در رابطه با داستان پشت جایزه مدال افتخار بازسازی می‌کند.